# 王剛 (射箭運動員)
王剛（1986年1月18日—），中國男子射箭運動員， 陝西出生。

## 生涯
王剛在1997年時展開了運動生涯，在這一年，他所練的不是射箭而是田徑，教練劉二寶。翌年，他轉到寶雞體育學校的射箭隊。1998年，他進入陝西射箭隊，教練許艷萍和馮燕超。2002年年底，他晉升至國家隊，楊昌勳、馮燕超為他的教練。
同年，王剛取得廣東冠軍賽男子團體小項的亞軍。2003年的四川冠軍賽，他取得男子團體小項的季軍。次年，他在廣西錦標賽得到男子團體小項的第二。2005年，他奪得北京冠軍賽的男子團冊小項冠軍。
2006年，王剛獲得福建冠軍賽的男子個人小項的第三。同年的多哈亞運，王剛於個人小項中四強出局，團體小項被馬來西亞淘汰出局。